# Елізабет Гергль
Елізабет Гергль (нім. Elisabeth Görgl; нар. 20 лютого 1981) — австрійська гірськолижниця, олімпійська медалістка.
Елізабет Гергль віддає перевагу швидкісним дисциплінам гірськолижного спорту. Вона здобула дві бронзові медалі на Олімпіаді у Ванкувері: у швидкісному спуску та гігантському слаломі. Виборовши бронзову медаль у швидкісному спуску, вона повторила успіх своєї мами, Траудль Гехер, яка була бронзовою медалісткою на іграх 1960 та 1964.
В доробку Гергль також золота і бронзова медалі чемпіонатів світу і три перемоги на етапах Кубку світу.

## Перемоги в Кубку світу
| Дата             | Місце змагання    | Дисципліна              |
| ---------------- | ----------------- | ----------------------- |
| 28 січня, 2008   | Словенія, Марібор | гігантський слалом      |
| 15 березня, 2008 | Італія, Борміо    | гігантський слалом      |
| 6 грудня, 2009   | Канада, Лейк-Луїз | супергігантський слалом |